# Manning Dodson
Manning W. Dodson – amerykański strzelec, medalista mistrzostw świata.

## Życiorys
W 1927 roku był porucznikiem w Pennsylvania National Guard. Mieszkał wówczas w Filadelfii.
Dodson jest trzykrotnym medalistą mistrzostw świata. Jedyne indywidualne podium zdobył na zawodach w 1925 roku, gdy stanął na trzecim stopniu podium w karabinie dowolnym stojąc z 300 m, przegrywając wyłącznie z Josiasem Hartmannem i Walterem Lienhardem. Podczas tego samego turnieju został drużynowym wicemistrzem w karabinie dowolnym w trzech postawach z 300 m (skład zespołu: John Boles, Raymond Coulter, Manning Dodson, Morris Fisher, Armand Morgan), uzyskując najlepszy rezultat w reprezentacji. W tej samej konkurencji zdobył brąz dwa lata później (skład drużyny: William Bruce, Raymond Coulter, Manning Dodson, Paul Martin, Lawrence Nuesslein), będąc tym razem drugim zawodnikiem zespołu. 

## Medale mistrzostw świata
Opracowano na podstawie materiałów źródłowych:
| Mistrzostwa     | Konkurencja                                     | Wynik                                          | Miejsce |
| --------------- | ----------------------------------------------- | ---------------------------------------------- | ------- |
| St. Gallen 1925 | Karabin dowolny, trzy postawy, 300 m, drużynowo | 5255 pkt. (druż.) 1061 pkt. (ind.)             |         |
| St. Gallen 1925 | Karabin dowolny stojąc, 300 m                   | 343 pkt.                                       |         |
| Rzym 1927       | Karabin dowolny, trzy postawy, 300 m, drużynowo | 5272 pkt. (druż.) 1066 pkt. ind. (379–359–328) |         |